# 야스무라 마코토
야스무라 마코토(保村 真 , 1975년 3월 28일~)는 일본 성우이다.

## 출연 작품

### TV 애니메이션
2001년
- 갤럭시 엔젤 (악당 3인조/거스트)
- 이누야샤 (마을사람)

2002년
- 아즈망가 대왕 (학생)
- 사무라이 디퍼 쿄우 (미기라)
- 피타텐 (복권판매 점원)

2003년
- 길가메쉬 (세쿠스)
- 록맨에그제 AXESS (플래시맨 외)
- 마탐정 로키 RAGNAROK (범인A)
- 진월담 월희 (남학생 외)

2004년
- 고쿠센 (소노무라 외)
- 사무라이7 (카무로 무리C)
- 스쿨럼블 (타니선생)
- 조이드 퓨저스 (디드)
- 트랜스포머 에너곤 (프라울)
- 폭렬천사 (오퍼레이터B)
- 록맨에그제 스트림 (플래쉬맨 외)

2005년
- 메이저 2기 (마유무라 켄)
- 후타코이 얼터너티브 (하리야마 니시모리)
- 작안의 샤나 (오미네 사토루)
- 허니와 클로버 (히로카와 코키치)
- 록맨에그제 비스트 (카피 로이드)

2006년
- REC (마츠마루 후미히코)
- 격부술사 요역문 (사토무라 슈우)
- 날아라 방울방울 친구들 (코롱)
- 무장연금 (이누카이 린타로)
- 스쿨럼블 2학기 (타니선생)
- 워킹맨 (타나카 쿠니오)
- 카시마시 걸 미츠 걸 (하즈무의 아빠)
- 충사 (키스케)
- xxx홀릭 (지미/까마귀텐구)

2007년
- 수영부 우미쇼 (이카리야 마사)
- 공의경계 (스즈리기 아키타카)
- 날아라 방울방울 친구들 2 (코롱)
- 메이저 3기 (마유무라 켄)
- 스컬맨 (미코가미 하야토)
- 오버 드라이브 (후카자와 요스케)
- 은혼 (파루코 차남)
- 작안의 샤나 2 (오미네 사토루)
- 크게 휘두르며 (스야마 쇼지)

2008년
- 노다메 칸타빌레 파리편 (폴 듀보아)
- 디트로이트 메탈 시티 (카뮈)
- 메이저 4기 (마유무라 켄)
- 백작과 요정 (하스크리)
- 절대가련칠드런 (파리 남자)
- 카오스 헤드 (스와 마모루)
- 카이바 (타케히코)
- xxx홀릭 2기 (지미/까마귀텐구)

2009년
- 강각의 레기오스 (포멧드 갈렌)
- 라이드백 (사토 아키라)
- 메이저 5기 (마유무라 켄)

### OVA
- 건슬링거 걸-일 테아트리노- (페르난도)

### 게임
- 몽키턴V (마츠나가 히데아키)
- 아야카시비토 시리즈 (키사라기 소우시치)
- 크게 휘두르며 진짜 에이스가 될지도 (스야마 쇼지)
- 카오스 헤드 (스와 마모루)
- 히메히비 -New Princess Days- 속! 2학기 (타치바나 이부키)
- 뿌요뿌요 피버 (오샤레 코베)
- 귀축안경 (카타기리 미노루)
- 가넷 크레이들 (숲의 마도사)

### 나레이션
- 아니메여자부 세남자 여름이야기 (AT-X)
- F2 (후지TV 계)
- 키타지마 윙크하트 (도쿄TV 계)
- 세계 꿈열차를 타고 (BS-i)

### 라디오
- Web라디오 [모모츠Z/모모노 기모치]  (요시노 히로유키와 함께 퍼스널리티를 맡고 있다)
- Web라디오 [카네다 토모코.야스무라 마코토의 에어라디오]